# Troy Perkins (rugby à XIII)
Pas d'image ? Cliquez ici

a Compétitions nationales et continentales officielles uniquement.

Troy Perkins, né le 3 novembre 1976, est un joueur et entraîneur de rugby à XIII.
Formé au rugby à XIII, sélection junior en équipe d'Australie, Troy Perkins dispute entre 1997 et 1999 quelques rencontres de National Rugby League avec St. George et Penrith mais ne parvient pas à y devenir un titulaire. Il choisit de s'expatrier en France à Toulouse en 1999, ceci avec réussite puisqu'il remporte le Championnat de France en 2000 aux côtés de Jean-Emmanuel Cassin, Sébastien Raguin et Frédéric Zitter. En 2002, il fait partie de l'Union Treiziste Catalane. Il se rend ensuite en Angleterre et y devient entraîneur, notamment d'Hemel.

## Palmarès
- Collectif :
  - Vainqueur du Championnat de France : 2000 (Toulouse).
  - Finaliste du Championnat de France : 2001 (Toulouse).